# خانه مقدم شوشتر
خانه مقدم (عمارت خلیفه) مربوط به دوره قاجار است و در شوشتر، محله تاریخی عبدالله بانو، واقع شده و این اثر در بهمن‌ماه سال ۱۴۰۰ به‌عنوان یکی از آثار ملی ایران به ثبت رسیده‌است. این خانه تاریخی در فاصله نزدیکی از چند میراث جهانی یونسکو از جمله مجموعه آبشارها و آسیاب‌های آبی شوشتر و رود دست‌کند گرگر قرار دارد.

## پیشینه
خانه مقدم از خانه‌های ارزشمند و تاریخی شوشتر به شمار می‌رود که در محله‌ تاریخی عبدالله‌بانو واقع شده است. این خانه در دوره قاجار متعلق به تاجری شوشتری به نام مقدم بود که از خانواده‌های شناخته‌شده در شوشتر هستند و املاک زیادی از جمله کاروانسرای مقدم از این خانواده در محله عبدالله‌بانو وجود دارد.

## معماری
خانه مقدم در مجاورت ساباط ‎مقدم که به ثبت ملی رسیده، قرار دارد. این خانه دارای چهار طبقه است که دو طبقه آن در زیرزمین قرار گرفته است و دو طبقه دیگر آن شامل طبقات همکف و اول هستند.

## کاربری نگارخانه
زیرزمین این خانه تاریخی شامل شبستان و شوادون است که بخش شوادون به نگارخانه (گالری هنری) تبدیل شده است. این نگارخانه از جمله نگارخانه‌های دارای مجوز از اداره‌کل فرهنگ و ارشاد اسلامی خوزستان است که  در سال ۹۶ افتتاح شد.
این نگارخانه طی فعالیت خود میزبان جشنواره‌های هنری و فرهنگی متعدد و نیز هنرمندانی از سراسر کشور بوده است.

## کاربری کافه سنتی
بخشی از این خانه تاریخی به عنوان کافه و سفره‌خانه سنتی مورد استفاده قرار می‌گیرد.